# Atlas (Stern)
Atlas ist der Eigenname des in den Plejaden gelegenen Sterns 27 Tauri. Der Name rührt vom Titanen Atlas der griechischen Mythologie. Wie alle Sterne der Plejaden wird Atlas gelegentlich vom Mond bedeckt.
Der Stern ist ein spektroskopischer Doppelstern. Das System besitzt eine scheinbare Helligkeit von +3,6 mag und ist etwa 390 Lichtjahre von der Erde entfernt.

## Eigenschaften
Die deutlich hellere Komponente des Systems Atlas Aa1 hat die Spektralklasse B8 III, somit ist der Stern ein Blauer Riese. Außerdem ist dieser Stern wohl veränderlich und gehört zur Sternklasse der langsam pulsierenden B-Sterne.
Der Begleiter Atlas Aa2 scheint ein Hauptreihenstern zu sein mit Spektraltyp B8 V. Auch seine scheinbare Helligkeit wäre mit etwa 5,5 genügend stark, um von bloßem Auge erkannt zu werden, jedoch wird er von seinem helleren Begleiter überstrahlt und macht sich deshalb nur spektroskopisch bemerkbar.